# 長崎労災病院
独立行政法人労働者健康安全機構 長崎労災病院（どくりつぎょうせいほうじんろうどうしゃけんこうあんぜんきこう ながさきろうさいびょういん）は、長崎県佐世保市にある独立行政法人労働者健康安全機構が運営する医療機関（病院）である。

## 概要
公益財団法人日本医療機能評価機構の認定病院である。設立当初からの労災医療他勤労者に関する医療を始め、長崎県県北地域における地域医療の拠点として、また救急医療を担う病院である。病院屋上には離島からの患者搬送等に備えて県北地域の病院では唯一ヘリポートが設けられている。

## 歴史
- 1957年（昭和32年）5月13日 - 開設。当初は内科・外科・整形外科の3科で発足した。
- 1998年（平成10年）11月 - 現在の病院に改築される。
- 2004年（平成16年）4月1日 - 運営法人を労働福祉事業団より独立行政法人労働者健康福祉機構へ移行。
- 2016年（平成28年）4月1日 - 運営する法人が、独立行政法人労働者健康福祉機構から独立行政法人労働者健康安全機構へ改組される。

## 診療科目
この節の出典

### 一覧
- 内科
- 循環器内科
- 外科
- 整形外科
- 形成外科
- 脳神経外科
- 皮膚科
- 泌尿器科
- 眼科
- 耳鼻咽喉科
- リハビリテーション科
- 放射線科
- 麻酔科
- 健康診断部
- 勤労者脊椎・腰痛センター
- 勤労者脳卒中センター
- 救急集中治療科
- アスベスト疾患ブロックセンター

### 診療科の詳細
救急集中治療科
2019年（令和元年）度救急車搬送数（件）は2,508、内ドクターヘリ搬送数（件）は53。
アスベスト疾患ブロックセンター
九州地区のブロックセンターとして、九州労災病院、熊本労災病院、山口労災病院と協力してアスベスト関連疾患の健診、診断および治療を行っており、当センターでは年間約600名の健診を行っている。

## 医療機関の認定
下表の出典
| 保険医療機関                                             | 労災保険指定医療機関                 | 指定自立支援医療機関（更生医療）               |
| 指定自立支援医療機関（育成医療）                         | 指定自立支援医療機関（精神通院医療） | 身体障害者福祉法指定医の配置されている医療機関 |
| 生活保護法指定医療機関                                   | 結核指定医療機関                     | 指定小児慢性特定疾病医療機関                   |
| 難病の患者に対する医療等に関する法律に基づく指定医療機関 | 原子爆弾被害者医療指定医療機関       | 原子爆弾被害者一般疾病医療取扱医療機関         |
| 地域医療支援病院                                         | 災害拠点病院                         | 臨床研修病院                                   |
| 肝疾患診療連携拠点病院                                   | 特定疾患治療研究事業委託医療機関     | 在宅療養後方支援病院                           |
| DPC対象病院                                              |                                      |                                                |

救急告示病院（二次救急）
地域脳卒中センター
原子力災害医療協力機関
災害拠点病院（地域）、長崎DMAT（災害派遣医療チーム）指定病院
公益財団法人日本医療機能評価機構認定病院（3rdG:Ver.1.1（4回目：2016年（平成28年）5月6日認定、2021年（令和3年）6月17日認定有効期限））。
このほか、各種法令による指定・認定病院であるとともに、各学会の認定施設でもある。

## 交通アクセス
- 松浦鉄道西九州線「左石駅」または「泉福寺駅」より徒歩で約10分[10]。
- 西肥バス（させぼバスも含む）「労災病院入口」停留所下車[10]。
- JR佐世保線・大村線・松浦鉄道西九州線「佐世保駅」より車で約20分[10]。

## 周辺
- 相浦川（敷地が川に沿っている）
- 国道498号
- 十八親和銀行大野中央支店
- 長崎県立佐世保工業高等学校